# Casa das Histórias Paula Rego

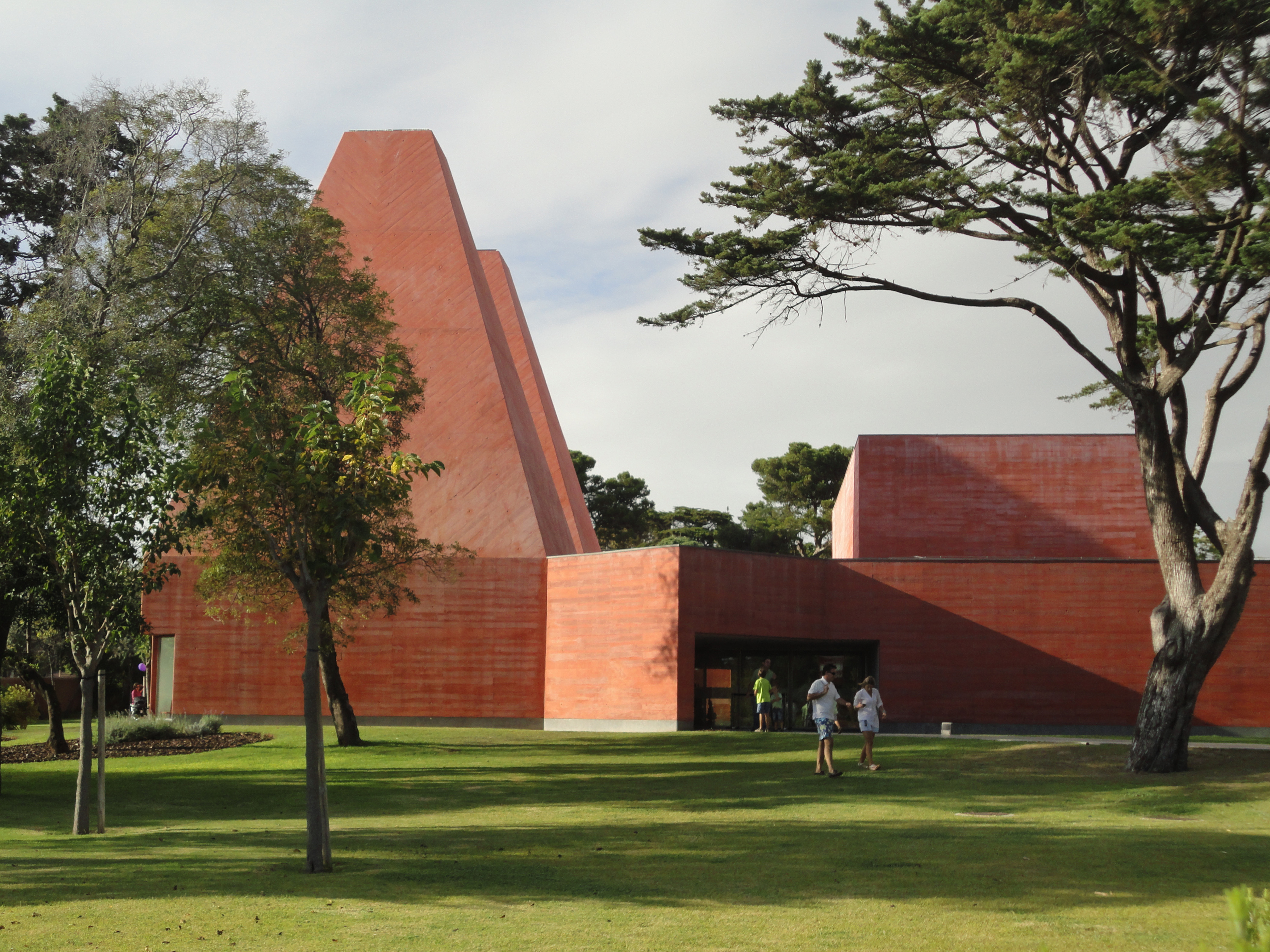
Muzeum s okolní zelení

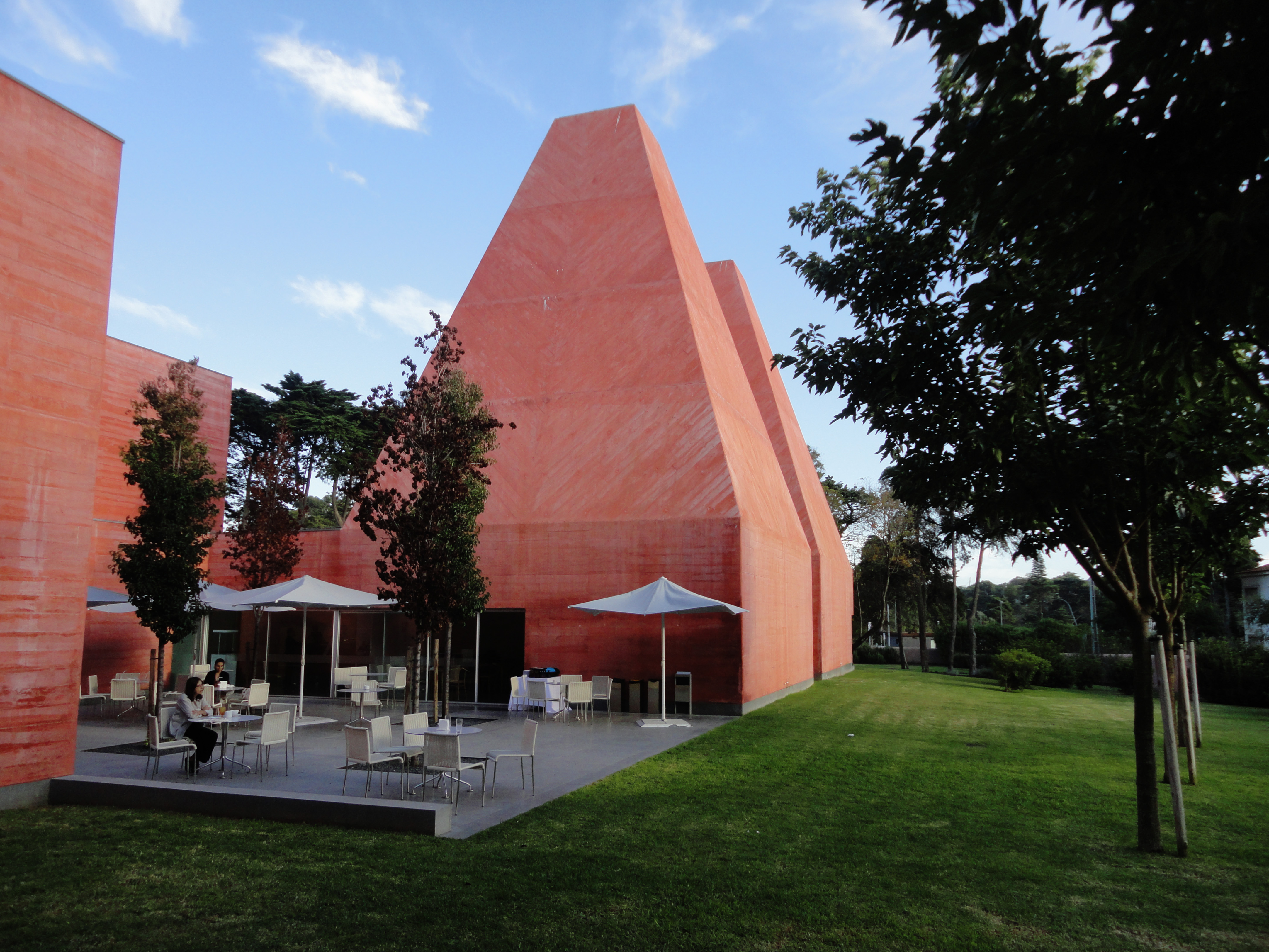
Kavárna v atriu

Casa das Histórias Paula Rego je umělecké muzeum a galerie portugalské malířky Pauly Rego (* 1935) ve městě Cascais, ležícím cca 30 km západně od Lisabonu. Stavba je dílem architekta Eduarda Souto de Moury, držitele Pritzkerovy ceny za rok 2011. Muzeum bylo otevřeno v roce 2009 za přítomnosti umělkyně a prezidenta republiky Aníbala Cavaco Silvy. V muzeu je stálá expozice děl Pauly Rego a ročně se zde konají dvě krátkodobé výstavy.

## Charakteristika a popis stavby
Charakteristickým prvkem souboru staveb galerie a muzea Paula Rego je jejich červená barva, kontrastující s okolní zelení. Architekt Eduardo Souto de Moura vycházel při nárhu z místní historické architektury a inspiroval se stavbami ve městě Cascais, které navrhl architekt Raul Lino. Inspirací mu byly i gotické, manuelské a maurské prvky Královského paláce (Palácio Nacional de Sintra), vybudovaného počátkem 15. století ve městě Sintře a také architektura cisterciáckého kláštera Alcobaça.
Stavba, které dominují dvě jehlanovité věže, nepřesahující okolní vzrostlé stromy, se rozkládá na ploše 3 307 m² a je z červeného, monolitického, ve hmotě obarveného betonu. Výstavba proběhla v letech 2005–2008 a bylo při ní použito 3 810 m³ betonové směsi obarvené 18 t barevného pigmentu. Interiér stavby je opatřen světlou omítkou, na podlahy byla použita šedomodrá mramorová dlažba z místních zdrojů. Kromě výstavních a technických prostorů se v budově nachází též obchod, kavárna s atriem a přednášková místnost pro 200 posluchačů.

## Výstavy (výběr)
- 2011 – Oratório. O corpo tem mais cotovelos (Oratorium. Tělo má více kloubů)
- 2012 – Mood/Humor. A Dama Pé-de-Cabra (Nálada/Humor. Dáma s kozíma nohama ), Paula Rego a Adriana Molderová[3][4]
- 2012–2013 – A Fonte das Palavras (Gejzír slov), Maria João Wormová
- 2013–2014 – 1961: Ordem e Caos (1961: Řád a chaos)